# Nigeriella letouzeyi
Nigeriella letouzeyi är en stekelart som beskrevs av Wiebes 1974. Nigeriella letouzeyi ingår i släktet Nigeriella och familjen fikonsteklar.
Artens utbredningsområde är Kamerun. Inga underarter finns listade i Catalogue of Life.